# Grunnebo
Grunnebo är en småort i Vänersborgs kommun, belägen vid Riksväg 44, 10 km sydväst om Vänersborg och 10 km nordväst om Trollhättan. Här finns flera mindre industrier.
Samhället uppstod vid en nu nedlagd station på Uddevalla-Vänersborg-Herrljunga Järnväg, och hörde till Vassända-Naglums kommun fram till 1945, då området införlivades med Vänersborg.
Exercisplatsen Grunnebohed låg strax söder samhället fram till förra sekelskiftet.